# Шахназарли
Шахназарли (азерб. Şahnəzərli ) — село в Шабранском районе Азербайджана. Один из центров азербайджанского ковроделия в северо-восточной части страны. Вблизи села находятся остатки средневекового города Шабран. 

## География
Расположено на расстоянии в 12 км к северо-востоку от районного центра города Шабран. 

## История
По историческим сведениям Шахназарли основан в конце XVIII века при покровительстве Фатали-хана переселенцами из Ардебиля. 
В середине XIX века встречается упоминание «татарской» (азербайджанской) шиитской деревни Шахназарлы Шабранского магала.
По сведениям «Камерального описания Кубинской провинции», составленном в 1831 году коллежским регистратором Хотяновским, в казённой деревне Шахназарли проживали  шииты, занимавшиеся земледелием и овцеводством.
Миллер Б. В. в 1928 году сообщает о тюркском шиитском селении Шах-Назарлы Кубинского уезда.

## Население
В списках населённых мест Бакинской губернии от 1870 года, составленных по сведениям камерального описания губернии с 1859 по 1864 год, в казённой деревне Шахназарлу расположенной между реками Шабран и Девечи-чай насчитывалось 19 дворов и 149 жителей, состоящих из азербайджанцев (по источнику «татар»)-шиитов.
Тот же этнический состав демонстрируют и данные посемейных списков на 1886 год, которые показывают в Шахназарлы 384 человека (59 дымов), все из них являлись азербайджанцами-шиитами.
По результатам Азербайджанской сельскохозяйственной переписи 1921 года Шахназарлы Айгюнлинского сельского общества Кубинского уезда Азербайджанской ССР населяли 416 человек, преобладающая национальность — азербайджанские тюрки.

## Достопримечательность
В селе расположена мечеть основанная в начале XIX века (по местному преданию). Построена из кирпича-сырца. С 1937 года по 1990 использовалась как школа, почта, амбар и клуб. В 1990 году возобновила свою деятельность. На средства жителей были произведены ремонтно-востановительные работы.